# 마르틴에어 495편 충돌 사고

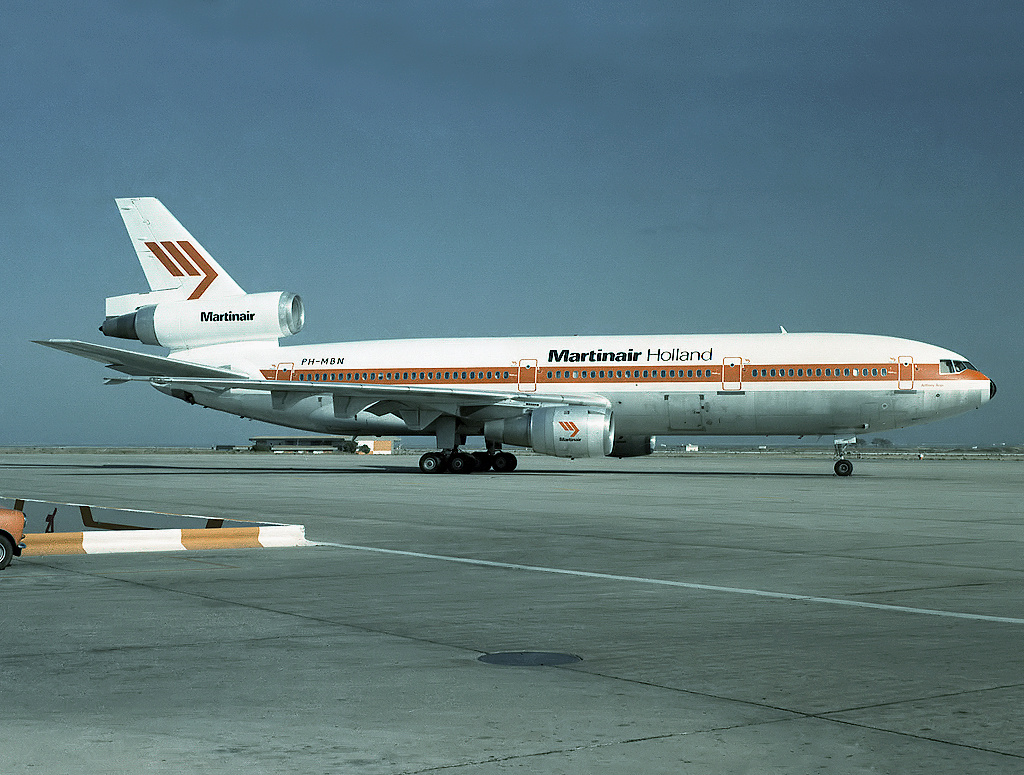
1985년 촬영

마르틴에어 495편 충돌 사고는 네덜란드의 마르틴에어 소속 맥도넬더글러스 DC-10 여객기로, 1992년 12월 21일 포르투갈의 파루 공항에 착륙하던 중 충돌사고가 발생, 56명이 죽었고 284명이 살아 남아 있어, 1990년대 유럽 항공 사고 역사상 최악의 항공 사고로 기록하였다. 다만 해당 항공기는 전세기로 운항하는 것으로 드러난 것으로 밝혀졌으며, 기체 번호는 PH-MBN으로 되어 있다.

## 탑승자 명단
- 승객 : 327명
- 승무원 : 13명
- 사망자 : 56명 (승객 54명, 승무원 2명)
- 부상자 : 284명
- 소계 : 340명

## 같이 보기
- 델타 항공 191편 추락 사고
- 중화항공 642편 추락 사고